# José Bento (ator)
José Bento (1850 — 1880), foi um actor português.
José Bento, apesar da sua curta vida, distinguiu-se na comédia, drama e opereta.
A sua primeira aparição como actor, deu-se no Teatro Variedades de Lisboa em 4 de Dezembro de 1871, com a peça "A Flor Mágica".